# 磺胺嘧啶
磺胺嘧啶（英語：Sulfadiazine），是一種磺胺類的廣效抗細菌藥，對多數革蘭氏陽性菌和革蘭氏陰性菌均有效，可治療全身性感染。常與乙胺嘧啶並用，為弓蟲症的首選藥物。當作第二線藥物，用於治療中耳炎、預防風濕熱、軟性下疳、披衣菌感染與流感嗜血桿菌感染。屬於口服給藥。
常見副作用為噁心、腹瀉、頭痛、發燒、皮疹、抑鬱和胰腺炎。不建議下列患者使用本藥：具有嚴重肝或腎病患，或是紫質症患者。懷孕時使用本藥可能會增加胎兒罹患核黃疸的風險。雖然藥商不建議哺餵母奶者使用，但目前認為對健康嬰兒來說尚屬安全。在藥物分類中，屬於磺胺類藥物。
磺胺嘧啶在 1941 年核准於美國治療使用。此藥名列世界衛生組織基本藥物標準清單，意即認可為醫療系統中最有效且安全的必備藥物。市面上可取得磺胺嘧啶的學名藥。發展中國家的每月藥物批發價約為 2.70 - 7.32 美元。在美國，每月的治療藥費超過 200 美元。

## 特性
磺胺嘧啶純品為無臭無味的白色結晶或粉末狀，在光照射下不穩定，粉末會逐漸變暗。磺胺嘧啶與硝酸銀反應可生成外用藥磺胺嘧啶銀，用於治療燒傷等引起的細菌感染:337-340。
磺胺嘧啶口服易吸收，但吸收速度較慢，血藥濃度在給藥後 3-6 小時方達到高峰，半衰期則大約是 17 小時。磺胺嘧啶目前在磺胺類藥物中擁有最低的血漿蛋白結合率和最高的血腦屏障透過率。代謝方面，磺胺嘧啶會在肝臟內發生代謝，生成半衰期更長、無抗菌活性的乙醯化產物。磺胺嘧啶和代謝產生的乙醯化產物都主要通過腎小球濾過清除。因為磺胺嘧啶水溶性低，可能會在尿中形成結晶，對腎臟產生損害。可服用與磺胺嘧啶等量的碳酸氫鈉使尿液堿化、增加磺胺嘧啶溶解度、減少結晶尿對腎臟的損傷:337-340。

## 醫療用途
藉由抑制細菌內的葉酸生產，達到殺死引起感染的細菌，常用於治療泌尿道感染和燒燙傷。
亦可用於治療全身性的感染，適用癥包括風濕熱、軟性下疳、披衣菌感染，以及流感嗜血桿菌引發的感染。因為磺胺嘧啶的血腦屏障透過率高，也用於治療流行性腦炎。
臨床上，會併用磺胺嘧啶與乙胺嘧啶（pyrimethamine），以治療弓形蟲的感染症。

## 作用機轉
磺胺嘧啶會抑制酵素二氫葉酸合成酶。

## 副作用
磺胺嘧啶的副作用包括噁心、食欲不振和頭暈。